# Royaume des petites personnes

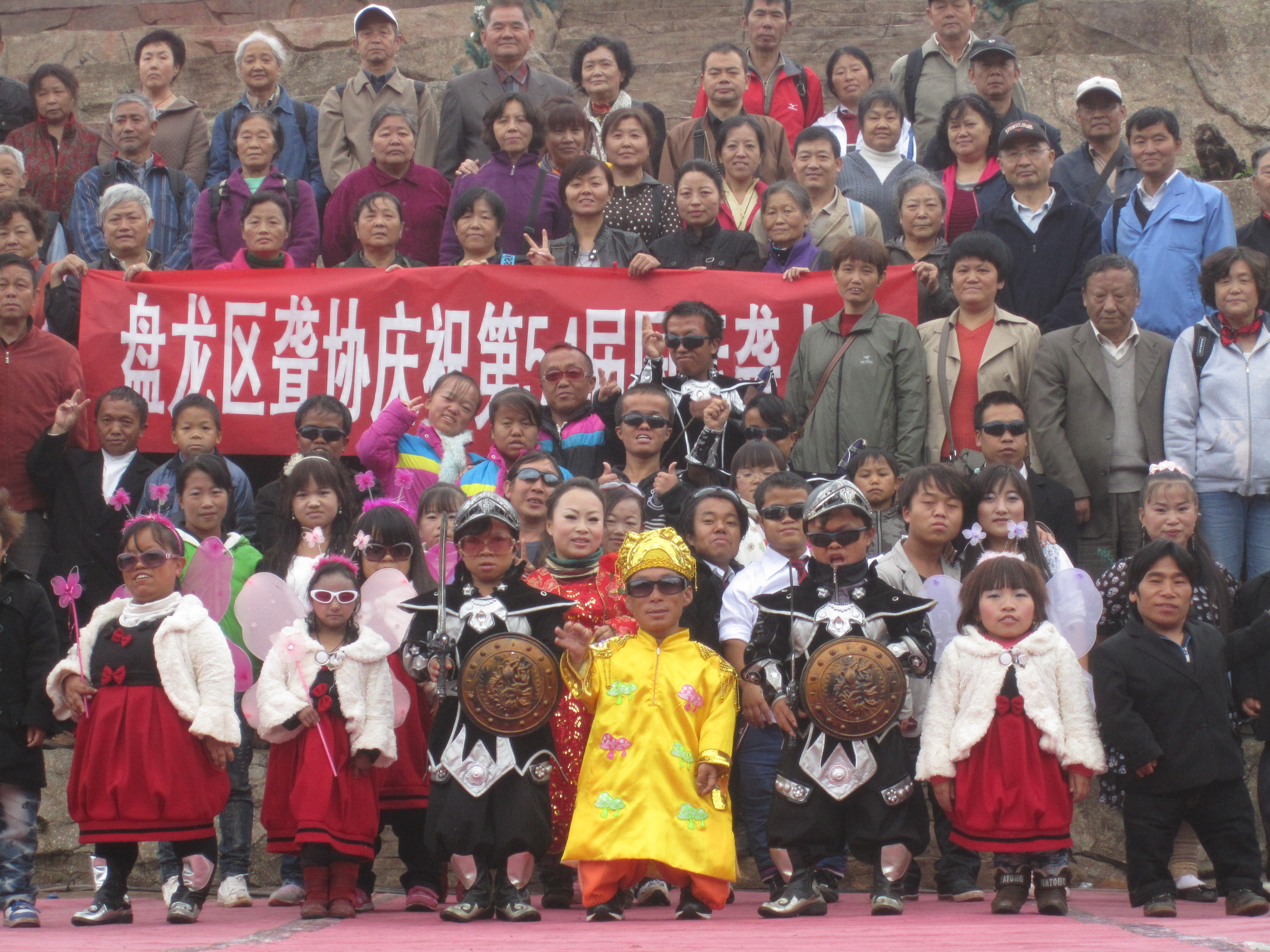
Une partie du personnel du parc.

Le « Royaume des petites personnes » (chinois : 小矮人王国 ou 小人国, pinyin : Xiǎo Ǎirén Wángguó) est un parc de loisirs à thème situé près de Kunming (Yunnan) en Chine. Ce parc présente des performances artistiques et comiques réalisées par des personnes de petite taille. Les partisans du parc arguent du fait qu'il fournit des emplois à des personnes qui, autrement, seraient incapables de trouver du travail, mais il est critiqué pour présenter le nanisme comme une condition humoristique.

## Présentation
Le parc a été fondé en septembre 2009 par Chen Mingjing, un riche investisseur immobilier chinois, dans le cadre d'un complexe qu'il possède près du lac Dian, dans la banlieue ouest de Kunming, qui comprend également le Parc écologique mondial des papillons (世界蝴蝶生态园).
En 2010, le parc emploie plus de 100 collaborateurs dont l'âge varie entre 19 et 48 ans ; ils mesurent obligatoirement tous moins de 130 cm et vivent dans des dortoirs attenant au parc, spécialement construits pour être accessibles aux personnes de petite taille,. Pendant les représentations, les acteurs sortent de maisons ou d'un château en forme de champignons.
Bien que de nombreux visiteurs du parc soient des étudiants des villes voisines, son promoteur espère en faire une destination pour les touristes étrangers en visite en Chine. Il donne des cours d'anglais à ses employés pour les aider à interagir avec les visiteurs étrangers. Il vise à employer à terme 1 000 personnes atteintes de nanisme en ouvrant d'autres parcs sur le même thème.
Les artistes nains chantent, dansent et se produisent sur scène. Ils présentent des démonstrations de Qi gong, des scènes de contes de fées ou des parodies de ballets comme Le Lac des cygnes. Ils exécutent également à l'occasion des danses hip-hop. Les spectacles mettent en scène des chevaux miniatures et un Roi nain ; ce dernier, qui ne mesure qu'un mètre, porte souvent une cape de soie dorée et conduit une moto à trois roues.

## Controverses
Le parc a été critiqué par plusieurs organisations, dont Little People of America (en) et Handicap International. Les critiques affirment que le parc ressemble à un zoo humain et isole les handicapés du reste de la société ; Chen, quant à lui, affirme que l'entreprise fournit de l'emploi à de nombreuses personnes qui, autrement, seraient au chômage, et leur permet d'accroître leur confiance en eux. De nombreux employés déclarent qu'ils aiment vivre avec d'autres personnes de petite taille et se sentent moins seuls au parc. Ils disent qu'avant d'être employés par Chen, ils ne pouvaient pas trouver de travail ou étaient exploités. La chaîne de télévision américaine Viceland, a réalisé un court documentaire pour son émission, Vice Essentials, au Royaume des Petits Gens en 2015 : ils ont interviewé une partie du personnel et ont fait une visite du parc, y compris les dortoirs et les coulisses de lieux inaccessibles aux visiteurs.